# Coppa Sabatini 1959
La Coppa Sabatini 1959, ottava edizione della corsa, si svolse il 7 ottobre 1959 su un percorso di 230 km. La vittoria fu appannaggio dell'italiano Rino Benedetti, che completò il percorso in 6h10'00", precedendo i connazionali Giuseppe Fallarini e Graziano Battistini.

## Ordine d'arrivo (Top 10)
| Pos. | Corridore           | Squadra        | Tempo    |
| ---- | ------------------- | -------------- | -------- |
| 1    | Rino Benedetti      | Ghigi-Ganna    | 6h10'00" |
| 2    | Giuseppe Fallarini  | Ignis          | s.t.     |
| 3    | Graziano Battistini | San Pellegrino | s.t.     |
| 4    | Federico Galeaz     | Torpado        | s.t.     |
| 5    | Vinicio Marsili     | Bianchi        | s.t.     |
| 6    | Giuseppe Pardini    | San Pellegrino | s.t.     |
| 7    | Walter Almaviva     | Bianchi        | s.t.     |
| 8    | Angiolino Piscaglia | Ghigi-Ganna    | s.t.     |
| 9    | Germano Barale      | Bianchi        | s.t.     |
| 10   | Carlo Nicolo        | Molteni        | s.t.     |